# Viagem ao Tocantins
Viagem ao Tocantins é o título do livro de 1945 do médico Júlio Paternostro, em que este procede a uma análise do sertão brasileiro sob a ótica da saúde pública e cultural.
Esta viagem foi feita no ano de 1935, embora o livro tenha sido publicado somente dez anos depois, a escrita deu-se ainda naquele ano.
Foi publicado pela Companhia Editora Nacional de São Paulo, na Coleção Brasiliana, série 5, volume 248.
Teve prefácio pelo também médico Edgar Roquette-Pinto.

## Análise da obra
Para o sociólogo Florestan Fernandes a obra retrata o contraste entre o sertão e o litoral, não apenas geográfica, mas sobretudo culturalmente. Segundo ele, os autores mostravam o interior brasileiro não muito diferente daquele quadro retratado em Os Sertões, de Euclides da Cunha
A obra retrata os aspectos geográficos, culturais, étnicos e ainda as condições de saúde da população. A região fora, em 1912, visitada por outra expedição médica que resultou na publicação de influente artigo por Artur Neiva e Belisário Penna. Paternostro chegou a contatar o médico de Porto Nacional, dr. Francisco Aires da Silva, que anteriormente havia sido visitado pelos dois antecessores.

## Excertos
Os portugueses viram o Brasil apenas como uma terra de onde tudo se devia retirar: as vilas e caminhos que fizeram no sertão tinham caráter provisório. A história da colonização foi um ato de drenagem: os produtos vegetais e agrícolas e o ouro escoaram-se ininterruptamente do sertão para o mar. Os utensílios que da costa iam para o interior só serviam àquela drenagem. A marcha para o sertão representou destruição de florestas, esgotamento de jazidas em beneficio dos países estrangeiros ou quando muito do nosso litoral— Citação, in:
A maioria de nossos romances de índios, caboclos e curibocas, desde o fundador do 'gênero' - Bernardo Guimarães - pode conter belas e exatas descrições do meio geográfico, da civilização material, mas não corresponde à verdade do que se passou na vida afetiva dos habitantes do sertão— Viagem ao Tocantins, p. 195
Deixando o automóvel, andei a cavalo nessas matas, onde os moradores contaram-me histórias clínicas de casos fatais e mostraram-me indivíduos restabelecidos duma 'febre' que, pelos sintomas descritos, se assemelhava à febre amarela. Assim fui dar em Jaraguá, onde encontrei o Dr. Paulo Alves.... Soubemos então que no local denominado fazenda Candongas, quatro léguas a nordeste de Jaraguá, havia uma mulher passando mal de febre— Viagem ao Tocantins, 1945, p.330